# Orthopristis lethopristis
Orthopristis lethopristis és una espècie de peix pertanyent a la família dels hemúlids.

## Descripció
- Pot arribar a fer 23,8 cm de llargària màxima.
- Color gris argentat.[5][6]

## Hàbitat
És un peix marí, demersal i de clima tropical.

## Distribució geogràfica
Es troba al Pacífic sud-oriental: és un endemisme de les illes Galápagos.

## Observacions
És inofensiu per als humans.